# Likud
Likud (hebrejsko הַלִּיכּוּד, latinizirano: HaLikud, dob. »Konsolidacija«), uradno znan kot Likud – Nacionalno liberalno gibanje (hebrejsko הַלִּיכּוּד – תנועה לאומית ליברלית, latinizirano: HaLikud – Tnu'ah Leumit Liberalit) je ena glavnih desničarskih političnih strank v Izraelu.
Likud sta leta 1973 ustanovila Menahem Begin in Ariel Šaron kot politično zavezništvo med več desno usmerjenimi strankami. Stranka je zlasti po letu 1977 pomembno vplivala na izraelsko politiko, ko je zmagala na volitvah in prekinila dolgoletno vladavino levega bloka ter postala prva desna stranka v zgodovini Izraela, ki je na volitvah prejela največ glasov. Likud je na oblasti ostal skozi skoraj vsa 80. leta 20. stoletja, leta 1992 pa je stranka izgubila volitve v Kneset, izraelski parlament. Leta 1996 je premierski kandidat Likuda Benjamin Netanjahu zmagal na volitvah, ki so sledile umoru Jicaka Rabina, in dobil nalogo sestaviti vlado. Netanjahujeva vlada je razpadla po glasovanju o nezaupnici, čemur so sledile volitve 1999, na katerih je Likud izgubil oblast v korist koalicije En Izrael, ki jo je vodil Ehud Barak.
Leta 2001 je Ariel Šaron, ki je po volitvah leta 1999 zamenjal Netanjahuja, premagal Baraka na volitvah, ki jih je razpisal premier po svojem odstopu. Po prepričljivi zmagi na volitvah leta 2003 je Likud doživel razkol leta 2005, ko je Šaron odšel in ustanovil stranko Kadima. To je povzročilo, da je Likud na volitvah leta 2006 padel na četrto mesto in izgubil 28 sedežev v Knesetu. Po volitvah leta 2009 je Likud pridobil 15 sedežev in z Netanjahujem, ki je ponovno prevzel nadzor nad stranko, oblikoval koalicijo z desničarskimi strankami Israel Bejtejnu in Šas, da bi prevzel nadzor nad vlado Kadime, ki je sicer osvojila relativno večino, vendar ne absolutno. Netanjahu je od tedaj pa vse do leta 2021 zasedal mesto predsednika vlade. Likud je bil vodilni po številu glasov na vseh volitvah od leta 2009 do aprila 2019, ko je Likud dosegel enak rezultat kot Modro-bela koalicija, in septembra 2019, ko je Modro-bela koalicija osvojila en sedež več kot Likud. Likud je osvojil največ sedežev na volitvah leta 2020 in 2021, vendar je bil Netanjahu junija 2021 odstranjen z oblasti s strani koalicije, ki sta jo vodila Jair Lapid in Naftali Benet. Po zmagi na volitvah leta 2022 se je vrnil na položaj predsednika vlade.

## Ideologija
Likud zagovarja konservativno nacionalno politiko, prosti trg in močno nacionalno varnost. Zgodovinsko temelji na revizionističnem sionizmu, vendar danes vključuje širok spekter desno usmerjenih pogledov – od trdih nacionalistov do gospodarskih liberalcev.

## Zgodovina

### Ustanovitev in vodstvo Menahema Begina
Stranka Likud je bila ustanovljena 13. septembra 1973 kot sekularno politično zavezništvo več desničarskih strank: Herut, Liberalna stranka, Svobodni center, Nacionalna lista in Gibanje za večji Izrael. Glavna stranka znotraj zavezništva je bila Herut, ki je leta 1948 izšla iz preddržavne podzemne organizacije Irgun. Herut je bil že pred tem v zavezništvu z liberalci kot je zavezdništvo Gahal (1965–1973). Ime »Likud« pomeni »konsolidacija«, saj je predstavljal združevanje izraelske desnice. Do leta 1988 je Likud deloval kot politična koalicija, nato pa so se stranke formalno združile v enotno stranko z istim imenom.
Likud je v svojem prvem volilnem nastopu leta 1973 osvojil 39 sedežev in zmanjšal prednost levega bloka Alignment. Na zgodovinskih volitvah leta 1977 je osvojil 43 sedežev, kar je bilo prvič, da je desničarska stranka premagala levi blok in oblikovala vlado. Menahem Begin je postal predsednik vlade in oblikoval koalicijo z verskimi strankami, kar je končalo desetletja levičarske vladavine. Od ustanovitve leta 1973 je Likud užival veliko podporo delavskega razreda sefardskih Judov.
Na prvih volitvah je Likud osvojil 39 sedežev, s čimer je zmanjšal prednost HaMa'araha na 12 sedežev. Stranka je na volitvah leta 1977 osvojila 43 sedežev, s čimer je za 11 sedežev prehitela HaMa'arah. Menahem Begin je s podporo verskih strank oblikoval vlado, s čimer je levico prvič od osamosvojitve potisnil v opozicijo. Begin, nekdanji vodja paravojaške organizacije Irgun, je leta 1978 podpisal sporazuma iz Camp Davida in leta 1979 mirovni sporazum med Egiptom in Izraelom. Na volitvah leta 1981 je Likud osvojil 48 sedežev, vendar je oblikoval ožjo vlado kot leta 1977.
Likud je že dolgo ohlapna zveza politikov, ki se zavzemajo za različne in včasih nasprotujoče si politične usmeritve in ideologije. Volitve leta 1981 so poudarile razlike med populističnim krilom Likuda, ki ga je vodil David Levi iz Heruta, in liberalnim krilom, ki je zastopalo politični program sekularne buržoazije.

### Vodstvo Jicaka Šamirja in prvi mandat Netanjahuja
28. avgusta 1983 je Menahem Begin napovedal, da namerava odstopiti s položaja predsednika vlade. Nadomestil ga je Jicak Šamir, nekdanji poveljnik podzemne organizacije Lehi, ki je na volitvah za vodjo stranke, ki jih je organiziral centralni odbor stranke Herut, premagal podpredsednika vlade Davida Levija. Šamir je veljal za zagrizenega nasprotnika sporazumov iz Camp Davida in umika Izraela iz južnega Libanona. Stranka je na volitvah leta 1984 osvojila 41 sedežev, kar je bilo manj od 44 sedežev, ki jih je osvojila HaMa'arah. Kljub temu HaMa'arah ni uspela sama sestaviti vlade, zato je bila oblikovana rotacijska vlada, ki sta jo skupaj vodili HaMa'arah in Likud. Šimon Peres je postal predsednik vlade, Šamir pa zunanji minister. Oktobra 1986 sta si izmenjala položaja. Likud je zmagal na volitvah leta 1988 in premagal HaMa'arah z enim sedežem razlike. Obe stranki sta oblikovali novo vlado, v kateri je Šamir brez rotacije opravljal funkcijo predsednika vlade. Leta 1990 se je Peres umaknil iz vlade in uspešno vodil glasovanje o nezaupnici proti njej, kar je postalo znano pod imenom umazana poteza. Šamir je oblikoval novo vlado z desničarskimi strankami, ki je vladala do volitev leta 1992, na katerih je Likud premagala Laburistična stranka Jicaka Rabina.
Shamir je kot vodja Likuda odstopil po porazu na volitvah marca 1993. Da bi ga nadomestili, je stranka organizirala prve primarne volitve, na katerih je nekdanji veleposlanik Združenih narodov Benjamin Netanjahu premagal Davida Levija, Benija Begina in Mošeja Kacava ter postal vodja opozicije. Leta 1995, po umoru Jicaka Rabina, se je Šimon Peres, njegov začasni naslednik, odločil razpisati predčasne volitve, da bi vladi dal mandat za nadaljevanje mirovnega procesa. Volitve so potekale maja 1996 in vključevale neposredno glasovanje za predsednika vlade, na katerih je Netanjahu z majhno prednostjo premagal Peresa in postal novi predsednik vlade.
Leta 1998 je Netanjahu v Memorandumu pri reki Wye privolil v odstopitev ozemlja, kar je pripeljalo do tega, da so se nekateri poslanci Likuda, na čelu z Benijem Beginom (sinom Menachema Begina), Michaelom Kleinerjem in Davidom Re'emom, odcepili in ustanovili novo stranko z imenom Herut – Nacionalno gibanje. Novo stranko je podprl Jicak Šamir, ki je izrazil razočaranje nad Netanjahujevim vodstvom. Po umiku preostalih partnerjev se je Netanjahujeva koalicija decembra 1998 razpadla, kar je pripeljalo do volitev leta 1999, na katerih je Ehud Barak iz laburistične stranke premagal Netanjahuja s programom, ki je spodbujal rešitev vprašanj končnega statusa. Po porazu je Netanjahu odstopil kot vodja Likuda. Septembra istega leta je nekdanji minister za obrambo Ariel Šaron zmagal na volitvah za vodjo stranke premagal jeruzalemskega župana Ehuda Olmerta in nekdanjega ministra za finance Meira Šetrita in tako nadomestil Netanjahuja.